# 古杜利亞國家公園
古杜利亞國家公園（挪威語：Gutulia nasjonalpark）是挪威的一個國家公園，也是挪威面積最小的一個國家公園。古杜利亞國家公園的景觀以湖泊和森林為主，樹木多為雲杉、松樹和樺樹。

## 外部連結
- Map of Gutulia National Park[永久]